# Dzintars Lācis
Dzintars Lācis (Дзинтарс Лацис) (écrit aussi Dzintars Latsis), né à Jelgava le 18 mai 1940, mort à Riga le 17 novembre 1992, est un coureur cycliste letton et soviétique. Adepte de la piste, il est en 1967 champion du monde de poursuite par équipes avec l'équipe d'URSS.
Il a participé à deux Jeux olympiques d'été, sélectionné dans l'équipe d'URSS dans la même spécialité.
En 1964 à Tokyo, l'équipe soviétique sortait du tournoi en quart de finale. 
En 1968, à Mexico, elle échouait en demi-finale. Depuis 2013, le prix du Cycliste letton de l'année porte son nom.
L'année 1967 contient les principales lignes de son palmarès international :
- Champion du monde de poursuite par équipes avec l'équipe de l'Union soviétique (Stanislav Moskvine, Viktor Bykov et Mikhaïl Kolyuschev)
- victoire de l'épreuve internationale de poursuite par équipes à Toula[1]
- victoire de l'épreuve de poursuite par équipes, d'Amsterdam (même équipe)[2] 1968
- victoire au Tournoi préolympique de Mexico avec la même équipe[3]

En 1968 :
- Champion de l'Union soviétique de poursuite par équipes avec la sélection nationale du club "Dynamo" (Viktor Bykov, Vladimir Kuznetzov et Mikhaïl Kolyuschev)
- 4e de la poursuite par équipes aux Jeux olympiques de Mexico (avec Stanislav Moskvine, Vladimir Kuznetzov, Viktor Bykov et Mikhaïl Kolyuschev)